# Linda Nolan
Linda Nolan (Dublin, 23 februari 1959 – Blackpool, 15 januari 2025) was een Ierse zangeres, actrice en televisiepersoonlijkheid.

## Biografie
Nadat ze op driejarige leeftijd in 1962 met haar familie naar Blackpool was verhuisd, verwierf Nolan bekendheid als lid van de meidengroep The Nolans, samen met haar zussen Denise, Anne, Coleen, Maureen en Bernie.
In 2014 nam ze deel aan de 13e serie van de Britse realityserie Celebrity Big Brother. Ze was tevens te zien op televisie in Blankety Blank en samen met haar dochter Alex en haar zus Anne in Celebrity Pressure Pad en met haar zus Bernie op Pointless Celebrities.
In 2014 zei Nolan dat ze in 1975 seksueel was misbruikt door Rolf Harris toen The Nolans in het voorprogramma van zijn tournee door Zuid-Afrika zaten.
Nolan overleed op 15 januari 2025 op 65-jarige leeftijd in een ziekenhuis in Blackpool. Ze leed al jaren aan borstkanker.

## Studioalbums
| Jaar | Titel                 | Details |
| ---- | --------------------- | --- |
| 1972 | The Singing Nolans    | - Uitgegeven: juni 1972 - Label: Nevis - Dragers: lp                                                                                           |
| 1975 | The Nolan Sisters     | - Uitgebracht: 1975 - Label: Hannover Grand - Dragers: lp                                                                                      |
| 1978 | 20 Giant Hits         | - Uitgegeven: 7 juli 1978 - Label: Target - Dragers: lp, muziekcassette - Uitgebracht in Japan in februari 1981                                |
| 1979 | Nolan Sisters         | - Uitgebracht: 19 november 1979 - Label: Epic - Dragers: lp, muziekcassette - Uitgebracht in Japan als Dancing Sisters                         |
| 1980 | Making Waves          | - Uitgebracht: 17 oktober 1980 - Label: Epic - Dragers: lp, muziekcassette                                                                     |
| 1982 | Portrait              | - Uitgegeven: 19 maart 1982 - Label: Epic - Dragers: cd, lp, muziekcassette - Uitgebracht in Japan in december 1981 als Don't Love Me Too Hard |
| 2009 | I'm in the Mood Again | - Uitgebracht: 28 september 2009 - Label: Universal - Dragers: cd                                                                              |